# Lago Vänern
Vänern ( pronúncia) ou Vener (em sueco: Vänern; em latim: Lacus Vener) é o maior lago da Suécia e o terceiro maior da Europa. Tem superfície de 5 648 quilômetros quadrados, com comprimento de 150 quilômetros e largura de 80. Está a 44 metros sobre o nível do mar. Sua profundidade média é de 27 metros e a profundidade máxima de 106 metros.
Está situado entre as províncias históricas da Västergötland, Värmland e Dalsland, tendo nas suas margens as cidades de Åmål, Säffle, Karlstad, Kristinehamn, Mariestad, Lidköping e Vänersborg. Recebe as águas dos rios Clar, Tidan e Lidan, e despeja as suas próprias águas para rio Gota.
Está conectado com o estreito de Escagerraque no mar do Norte, através do Gota, junto a Gotemburgo em seu lado oeste, e com o lago Vättern, através do canal de Gota em seu lado leste. É o lago sueco com mais ilhas - 22 000, sendo as maiores Torsö, Kållandsö e Hammarön.

## Etimologia e uso
O hidrônimo Vänern deriva possivelmente de Vænir, em sueco antigo, significando "que dá esperança de boa pescaria ou de boa viagem". O termo está registado desde o século XII como Væni.